# Julián Fuks
Julián Fuks (geboren 1981 in São Paulo) ist ein brasilianischer Schriftsteller, Übersetzer und Literaturkritiker.

## Leben
Julián Miguel Barbero Fuks’ Eltern stammen aus Argentinien und waren 1977 vor der Diktatur geflüchtet. In São Paulo graduierte er in Journalismus an der Universidade de São Paulo (USP) und schrieb ab 2004 für die Zeitung Folha de S. Paulo und das Kulturmagazin Cult als Literaturreporter und -kritiker. 2009 erhielt er einen Mastergrad in Lateinamerikanischer Literatur an der USP für eine Arbeit über den argentinischen Schriftsteller Juan José Saer und 2016 einen Doktortitel von der Faculdade de Filosofia, Letras e Ciências Humanas in Literaturtheorie für die Arbeit História abstrata do romance („Abstrakte Geschichte des Romans“).
Sein erstes Buch Fragmentos de Alberto, Ulisses, Carolina e eu erschien 2004 in dem renommierten Literaturverlag 7Letras und erhielt einen Nachwuchspreis, sein zweites erschien 2007 unter dem Titel Histórias de literatura e cegueira („Geschichten von Literatur und Blindheit“), Finalist der Literaturpreise Prêmio Jabuti und Prêmio Portugal Telecom. Es besteht aus drei weitgehend unabhängigen Teilen zu den Schriftstellern Jorge Luis Borges, João Cabral de Melo Neto und James Joyce und deren gemeinsame biographische Eigenschaft: der Blindheit. Der Inhalt des Buches kann als Essays, Kurzgeschichten oder gar Romane klassifiziert werden. Hierzu bemerkt Tony Monti 2009 in der Zeitschrift Terra: „Fuks wechselt in seinen Texten Fiktion, biographische Daten und Auszüge aus den Werken jedes Autors ab, ohne sich darum zu kümmern, seine Quellen im Lauf des Textes explizit zu machen“.
Auch sein 2011 erschienenes Werk Procura do romance („Suche nach dem Roman“) kam in die Endrunde dreier Literaturpreise. 2015 erschien der Familienroman A resistência; dieser wurde 2016 mit dem Prêmio Jabuti und 2017 mit dem Prémio José Saramago ausgezeichnet. Für die Arbeit an einem weiteren Buch wurde 2016 bis 2017 der Schriftsteller Mia Couto zu seinem literarischen Mentor. 2017 nahm er an der 16. Ausgabe des Festa Literária Internacional de Paraty (FLIP) teil. 2018 wurde Fuks mit dem Anna Seghers-Preis ausgezeichnet.
Erste internationale Bekanntheit erreichte er mit der Erzählung The Dinner („Das Essen“), die in der britischen Literaturzeitschrift Granta veröffentlicht wurde. Granta zählte ihn 2012 zu den 20 besten jungen brasilianischen Autoren. In der Geschichte wird das Erscheinen eines ehemaligen argentinischen Armeeoffiziers während einer privaten Familienfeier erzählt.
Seit 2009 erscheinen literarische Übersetzungen durch ihn aus dem Spanischen, Englischen und Finnischen. In deutscher Übersetzung erschien 2013 seine Erzählung Augen des Elends in der Anthologie Wir sind bereit. Junge Prosa aus Brasilien.

## Schriften
- Fragmentos de Alberto, Ulisses, Carolina e eu. (Coleção Rocinante; 25). 7Letras, Rio de Janeiro 2004, ISBN 978-85-7577-124-2. - Preisträger des Prêmio Nascente da USP.
- Histórias de literatura e cegueira. Record, Rio de Janeiro 2007, ISBN 978-85-01-07943-5. - Finalist des Prêmio Jabuti und des Prêmio Portugal Telecom.
- Procura do romance. Record, Rio de Janeiro 2011, ISBN 978-85-01-09474-2. - Finalist des Prêmio Jabuti, des Prêmio Portugal Telecom und des Prêmio São Paulo de Literatura
- A resistência. Companhia das Letras, São Paulo 2015, ISBN 978-85-359-2637-8. - Prêmio Jabuti, Prémio José Saramago, Anna Seghers-Preis.

### Beiträge in Anthologien
- The Dinner (O jantar). In: Granta. The magazine of new writing, London, Nr. 121, 2012, S. 121–132, ISBN 978-1-90588-163-5. (Online, englisch).
- Augen des Elends (Os olhos dos pobres). In: Wir sind bereit. Junge Prosa aus Brasilien, herausgegeben von Marlen Eckl, Verlag Letrrétage, Berlin 2013, ISBN 978-3-9812062-7-2, S. 153–162.

### Übersetzungen
- Agustín Arosteguy: Carne de canhão. Mórula, Rio de Janeiro 2014, ISBN 978-85-65679-23-7.
- John Buchan: O manto verde. Tordesilhas, São Paulo 2011, ISBN 978-85-64406-14-8.
- Damon Galgut: O impostor. Romance. Record, Rio de Janeiro 2011, ISBN 978-85-01-08511-5.
- Damon Galgut: Em um quarto estranho. Romance. Record, Rio de Janeiro 2013, ISBN 978-85-01-09730-9.
- Adam Haslett: Union Atlantic. Record, Rio de Janeiro 2014, ISBN 978-85-01-09288-5.
- Norton Juster: Alberic, o sábio, e outras jornadas. Seguinte, São Paulo 2013, ISBN 978-85-65765-09-1.
- Hisham Matar: Anatomia de um desaparecimento. Record, Rio de Janeiro 2012, ISBN 978-85-01-09632-6.
- Simon Mawer: A sala de vidro. Record, Rio de Janeiro 2011, ISBN 978-85-01-08737-9.
- Catherine O’Flynn: O que se perdeu. Record, Rio de Janeiro 2009, ISBN 978-85-01-08235-0.
- David Roas: A ameaça do fantástico. Aproximações teóricas. Editora UNESP, São Paulo 2014, ISBN 978-85-393-0497-4.
- Sofi Oksanen: Expurgo. Record, Rio de Janeiro 2012, ISBN 978-85-01-09247-2.
- Canek Sánchez Guevara: 33 revoluções e cinco contos. Tusquets, São Paulo 2016, ISBN 978-85-422-0844-3.
- Maggie Shipstead: Os últimos preparativos. Record, Rio de Janeiro 2014, ISBN 978-85-01-40302-5.
- Antonio Skármeta: Biscoitinho chinês. Galerinha Record, Rio de Janeiro 2012, ISBN 978-85-01-09323-3.
- Antonio Skármeta: O goleiro dos Andes. Galerinha Record, Rio de Janeiro 2016, ISBN 978-85-01-07023-4.

## Auszeichnungen
- 2016: Prêmio Jabuti für A resistência
- 2017: Prémio José Saramago für A resistência
- 2018: Anna Seghers-Preis für A resistência